# 埃洛伊斯
埃洛伊斯（法語：Héloïse，1100年—1163年），或阿让特伊的埃洛伊斯，中世纪法国修女、哲学家、作家、学者、女隐修院院长。埃洛伊斯是著“文学女性”和爱与友谊的哲学家，后成为天主教会的高级女修道院院长。1147年，她被授予大主教级别，获得了主教的级别与权力。.她因与中世纪著名逻辑学家和神学家皮埃尔·阿伯拉尔的恋情和通信而闻名于历史和流行文化，皮埃尔·阿伯拉尔后来成为她的同事、合作者和丈夫。她以对他的工作发挥重要的学术影响并向他提出许多具有挑战性的问题而闻名，例如《埃洛伊斯的问题》。她流传下来的信件被认为是法国和欧洲文学的奠基之作，也是宫廷爱情主要灵感来源。她博学而有时又富含情色内容的信件是成长小说体裁的拉丁语基础，并与阿伯拉尔的《灾难史》一起成为古典书信体体裁的典范。她影响了来的作家，如克雷蒂安·德·特鲁瓦、杰弗里·乔叟、拉斐特夫人、托马斯·阿奎那、皮埃尔·肖代洛·德拉克洛、伏尔泰、卢梭、西蒙娜·韦伊和安娜·德克洛。